# کیوهو

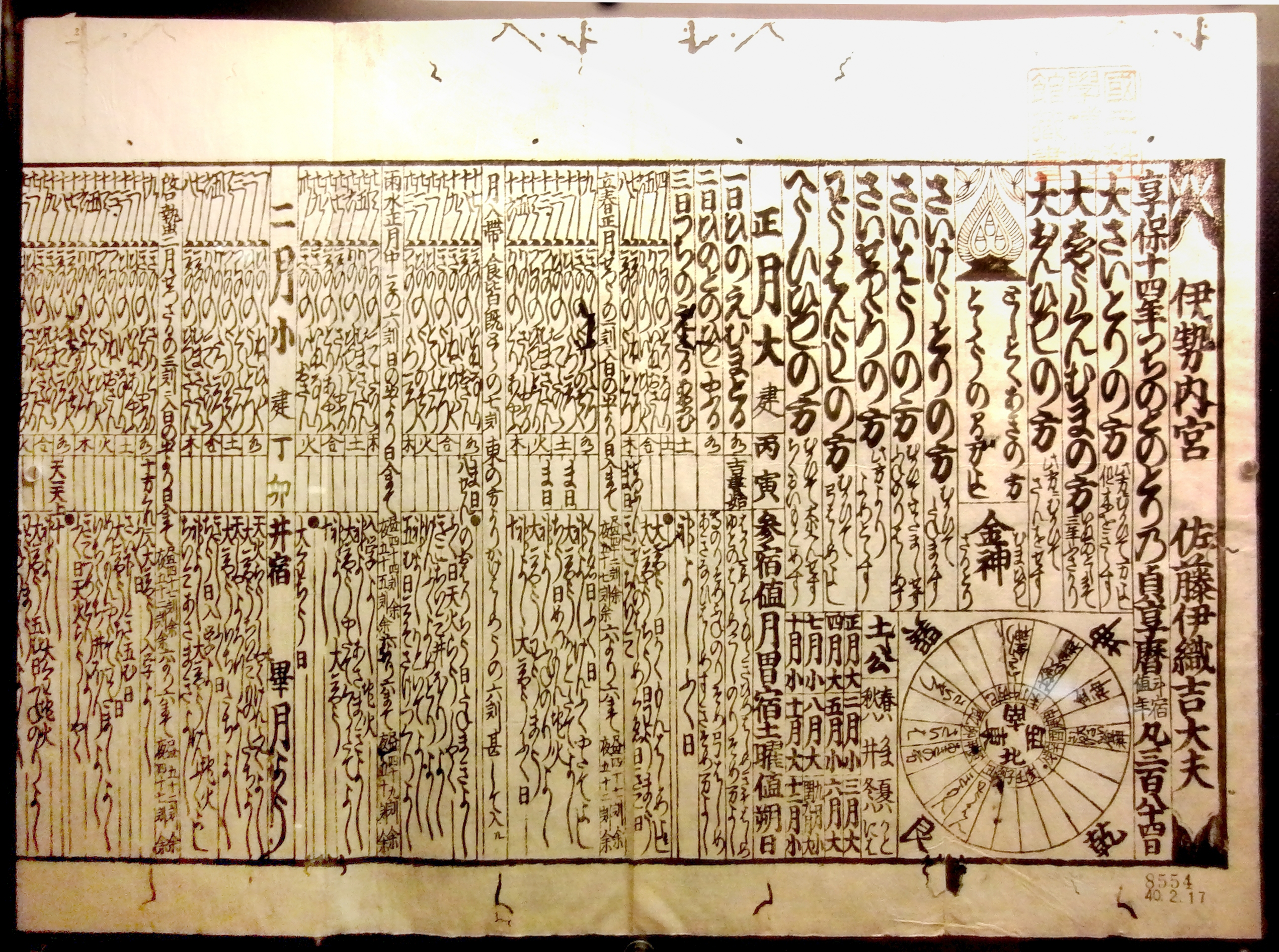
Jokyo-reki (تقویم Jōkyō) منتشر شده در سال 1729. نمایشگاه در موزه ملی طبیعت و علم، توکیو، ژاپن.

کیوهو (به ژاپنی: 享保 Kyōhō) نام عصر ژاپنی در دوره ادو بود. این دوره بعد از شوتوکو (دوره) و قبل از گنبون بود. این دوره از ژوئن ۱۷۱۶ تا آوریل ۱۷۳۶ میلادی ادامه داشت. در این دوره امپراتور ناکامیکادو و امپراتور ساکوراماچی امپراتور ژاپن بودند.